# (34634) 2000 VQ17
2000 VQ17 (asteroide 34634) é um asteroide da cintura principal. Possui uma excentricidade de 0.10431990 e uma inclinação de 8.44924º.
Este asteroide foi descoberto no dia 1 de novembro de 2000 por LINEAR em Socorro.